# Seznam nemških armad prve svetovne vojne
Seznam nemških armad prve svetovne vojne.

## Seznam
- 1. armada
- 2. armada
- 3. armada
- 4. armada
- 5. armada
- 6. armada
- 7. armada
- 8. armada
- 9. armada
- 10. armada
- 11. armada
- 12. armada
- 14. armada
- 15. armada
- 17. armada
- 18. armada
- 19. armada